# Pharaphodius rougeoti
Pharaphodius rougeoti är en skalbaggsart som beskrevs av Renaud Maurice Adrien Paulian 1984. Pharaphodius rougeoti ingår i släktet Pharaphodius och familjen Aphodiidae. Inga underarter finns listade i Catalogue of Life.